# Bulbophyllum gongshanense
Bulbophyllum gongshanense là một loài phong lan thuộc chi Bulbophyllum.